# Ann Curtis
Pour les articles homonymes, voir Curtis.
Ann Curtis, née le 6 mars 1926 à San Francisco, et morte le 26 juin 2012 à San Rafael (Californie), est une nageuse américaine spécialiste des épreuves en nage libre.

## Carrière
Elle est entraînée par Charlie Sava dans l'équipe The San Francisco Crystal Plunge team. 
Curtis gagne la médaille d'or du 400 m nage libre aux jeux olympiques de Londres ainsi que celle du 4x100 m nage libre en tant que dernière relayeuse lors de la finale. elle finit seconde du 100 m nage libre lors de cette même compétition.
Durant sa carrière, elle établit quatre records du monde ainsi que dix-huit records des États-Unis.

## Hommages
- En 1944, à l'âge de 18 ans, Ann Curtis reçoit le James E. Sullivan Award. Elle est d'ailleurs la première femme et première nageuse à le recevoir.

- Elle est admise au Bay Area Sports Hall of Fame en 1983[3].

## Palmarès

### Jeux olympiques
- Jeux olympiques de 1948 à Londres (Royaume-Uni) :
  -  Médaille d'or sur 400 m nage libre ;
  -  Médaille d'or sur le relais 4 × 100 m nage libre ;
  -  Médaille d'argent sur 100 m nage libre.